# Liste der Kulturdenkmäler in Bundenbach
In der Liste der Kulturdenkmäler in Bundenbach sind alle Kulturdenkmäler der rheinland-pfälzischen Ortsgemeinde Bundenbach aufgeführt. Grundlage ist die Denkmalliste des Landes Rheinland-Pfalz (Stand: 12. Juni 2023).

## Einzeldenkmäler
| Bezeichnung                          | Lage                                | Baujahr                    | Beschreibung                                                                                     | Bild                           |
| ------------------------------------ | ----------------------------------- | -------------------------- | ------------------------------------------------------------------------------------------------ | ------------------------------ |
| Schulhaus                            | Burgweg 1 Lage                      | 1823                       | Massivbau, teilweise Fachwerk (verschiefert), 1823; ortsbildprägend                              | Fotos hochladen                |
| Kreuz                                | Friedhofsweg, auf dem Friedhof Lage | 1785                       | Sandstein-Kruzifix, wohl von 1785                                                                | BW                             |
| Katholische Pfarrkirche St. Nikolaus | Hauptstraße Lage                    | 1907–09                    | neugotischer Schieferbruchsteinbau, 1907–09, Architekt Johann Adam Rüppel, Bonn; mit Ausstattung | weitere Bilder Fotos hochladen |
| Kreuz                                | Hauptstraße Lage                    | Mitte des 19. Jahrhunderts | Sandsteinkreuz, gusseiserner Kruzifix, Mitte des 19. Jahrhunderts                                | Fotos hochladen                |
| Wohnhaus                             | Hauptstraße 21 Lage                 | 1928                       | stattliches Wohnhaus, Mansardwalmdach, neubarocke und Jugendstil-Motive, 1928                    | Fotos hochladen                |
| Pfarrhaus                            | Schulstraße 8 (?) Lage              | 1880                       | ehemaliges Pfarrhaus; sandsteingegliederter Backsteinbau, 1880                                   | BW                             |
| Theresienkapelle                     | nordwestlich des Ortes Lage         | 1948                       | Satteldachbau, 1948                                                                              | Fotos hochladen                |